# Nahr-e Shahi
Nahr-e Shahi är ett distrikt i Afghanistan. Det ligger i provinsen Balkh, i den norra delen av landet, 300 km nordväst om huvudstaden Kabul.
Distriktet beräknades år 2022 ha cirka 53 000 invånare.